# Tampok Blang
Tampok Blang is een bestuurslaag in het regentschap Aceh Besar van de provincie Atjeh, Indonesië. Tampok Blang telt 557 inwoners (volkstelling 2010).